# Meek Mill
Pour les articles homonymes, voir Mill.
Meek Mill, de son vrai nom Robert Rihmeek Williams, né le 6 mai 1987 à Philadelphie en Pennsylvanie, est un rappeur et auteur-compositeur américain. Il est membre du label fondé par Rick Ross Maybach Music Group. Le premier album de Mill, Dreams and Nightmares, est publié en 2012 et distribué par MMG et Warner Bros. Records. L'album, précédé par le single Young and Gettin' It, débute deuxième du classement Billboard 200. Mill participe aussi à la série de compilations Self Made avec ses singles Tupac Back et Ima Boss.
En octobre 2012, Meek Mill annonce le lancement de son propre label, Dream Chasers Records.

## Biographie

### Jeunesse
Meek est né Robert Rihmeek Williams le 6 mai 1987, fils de Kathy Williams, en Philadelphie. Il a une grande sœur, Nasheema Williams. Sa mère Kathy a grandi dans la pauvreté et son père est décédé lorsqu'il était jeune. Son père a apparemment été tué lors d'une tentative de vol lorsque Meek avait cinq ans. Son oncle Robert décrit le père de Meek comme « le mouton noir de la famille. » Après la mort de son époux, Kathy, aux côtés de Meek et sa sœur, emménage au nord de Philadelphie où ils vivront dans un appartement trois pièces à Berks Street. En situation de précarité avancée, elle cumule quelques jobs afin de subvenir aux besoins de sa famille. Elle volait des produits dans des magasins pour les revendre. Chez lui, Meek était timide et parlait rarement.
Enfant, Meek fait la connaissance d'un des frères de son père, un DJ local connu sous le nom de Grandmaster Nell, figure notable de la scène hip-hop à la fin des années 1980 qui a inspiré Will Smith et DJ Jazzy Jeff. C'est lui qui fera grandir une passion de rappeur en Meek. Ce dernier s'inspirait également de Chic Raw et Vodka qu'il imitait lorsqu'il le voyait à la télévision,. Adolescent, Meek participe à des battles et ne sortait jamais sans une arme à feu.

### Carrière

#### Débuts et Grand Hustle (2003–2010)
Meek Mill, et trois de ses amis, forment un groupe de rap appelé The Bloodhoundz. Le groupe ne publiera que quatre mixtapes avant de se séparer.
En 2008, Mill publie sa quatrième mixtape Flamers 2: Hottest in tha City qui contient les singles promotionnels I'm So Fly, Prolli, et Hottest in the City. La publication de Flamers 2, attire l'intérêt de Charlie Mack, fondateur et président du label 215 Aphillyated Records. Mack, impressionné par Mill, le signe à son label. La même année, Meek Mill rencontrera également le fondateur de Grand Hustle Records, le rappeur T.I.. Ce dernier, également impressionné par Mill, lui offre la possibilité de traverser Los Angeles afin de les rencontrer lui et Warner Bros. Records ; une semaine après, les deux sociétés lui offrent un contrat. Mill collabore alors avec T.I., qu'il considère comme une véritable occasion à saisir. Cependant, Mill sera appréhendé pour détention illégale d'armes à feu et de drogues, et incarcéré pendant neuf mois. Mill est libéré au début de 2009.
Chez Grand Hustle, Mill collabore avec le disc jockey résident DJ Drama. Mill et Drama publient ensemble le troisième volet de la série Flamers de Mill. La mixtape, intitulée Flamers 3: The Wait Is Over, est publiée le 12 mars 2010 et est une « mixtape Gangsta Grillz »,,. La mixtape contient son single promotionnel Rosé Red, plus tard remixé aux côtés de T.I., Rick Ross et Vado. Rick Ross contribue à la chanson après sa visite à Philadelphie et après avoir demandé à ses followers sur Twitter avec qui il pourrait collaborer ; ses fans lui ont proposé Meek Mill. Le remix est inclus dans la mixtape suivante de Mill, Mr. Philadelphia. À cause de démêlés judiciaire avec Mill et T.I., Mill se trouve dans l'impossibilité de publier un album chez Grand Hustle et décide de quitter le label en 2010.

#### MMG et premier album (2011–2012)
En février 2011, Rick Ross annonce la signature de Mill et Wale à son label Maybach Music Group (MMG). En mars 2011, Mill atteint les Freshman Class of 2011 du magazine XXL. Plus tard la même année, il publie son premier single, Tupac Back, en featuring avec Rick Ross, extrait de la compilation Self Made vol. 1 (2011). La même année toujours, il publie son second single, Ima Boss, aussi extrait de l'album et composé avec Ross. La chanson est ensuite remixée, en featuring avec T.I., Birdman, Lil Wayne, DJ Khaled, Swizz Beatz et Rick Ross. Le remix atteint la 51e place du Billboard Hot 100. En août 2011, Mill publie Dreamchasers, une mixtape bien accueillie par la presse spécialisée, contenant le hit House Party et qui fait notamment participer Rick Ross, Yo Gotti et Beanie Siegel.
En février 2012, MTV classe Meek Mill à la septième place des meilleurs MCs dans sa liste des Hottest MCs in the Game. Le 7 mai 2012, Mill publie le deuxième volet de sa série Dreamchasers. La mixtape fait participer Drake, Jeremih, Big Sean, Kendrick Lamar, et 2 Chainz, entre autres. Mill révèle Amen, A1 Everything et Racked Up Shawty avec French Montana et Fabolous, comme étant ses chansons préférées issues de la mixtape. Six heures après sa publication sur DatPiff.com, Dreamchasers 2 compte 1,5 million de vues. Le 10 mai, Meek Mill signe avec la direction de Roc Nation.
Le 19 juin 2012, Amen - une chanson issue à l'origine de Dreamchasers 2, est publiée en tant que single principal de son futur album studio. Avant la publication de l'album Dreams and Nightmares, Mill collabore avec Mariah Carey et Nas. L'album est publié le 30 octobre 2012. Il débute deuxième du Billboard 200 et compte 165 000 exemplaires vendus la première semaine. La deuxième semaine, il compte 41 000 exemplaires supplémentaires.

#### Dreamchasers 3et deuxième album (depuis 2013)
Mill publie le troisième volet de sa série Dreamchasers, Dreamchasers 3. La mixtape fait notamment participer Rick Ross, Akon, Future, Waka Flocka Flame, Wale, Trina et Jadakiss,. La mixtape est initialement prévue pour le 6 mai 2013. Cependant, elle est repoussée pour le 29 septembre 2013.
En novembre 2013, Mill annonce avoir presque achevé son deuxième album, prévu pour juin 2015. Le 8 mars 2014, Mill annonce le titre de l'album, Dreams Worth More Than Money. Mill confirme être le nouveau compagnon de Nicki Minaj au début de 2015. Le 6 janvier 2017, Nicki Minaj annonce leur rupture via Twitter pour infidelité venant de Meek Mill.

### Vie privée
En 2015, Meek Mill et la rappeuse Nicki Minaj officialisent leur couple. Ils rompent leur relation au cours de l'année 2016. Nicki Minaj annonce leur rupture le 5 janvier 2017.
Meek Mill s'est illustré dans son conflit qui l'oppose à Drake au cours de l'année 2015. Il révèle que Drake rémunère un Ghostwriter et que le fruit de leur collaboration, R.I.C.O, est une usurpation. Drake lui répond via deux morceaux, Charged up dans un premier temps suivi de Back to Back. Dans la précipitation, Meek Mill produit un morceau réponse qui, malheureusement pour lui, n'aura pas l'effet escompté. Le morceau Wanna Know est ciblé par les critiques corrosives des internautes et professionnels de la culture Hip-Hop.

## Dream Chasers Records
Le 26 octobre 2012, Meek Mill annonce le lancement de son propre label, Dream Chasers Records, aux côtés d'artistes comme Louie V. Gutta, Lee Mazin et Goldie. Au début de 2013, il signe le rappeur de 17 ans, Lil Snupe, après avoir entendu l'une de ses démos. Depuis, le label a publié plusieurs mixtapes de Louie V. Gutta et Lil Snupe.
Le 20 juin 2013, Lil Snupe est assassiné à Winnfield, en Louisiane de deux coups de feu,. Un avis de recherche pour retrouver un homme de 36 ans appelé Tony Holden est émis. Holden se rend six jours plus tard à la police.

## Affaire judiciaire
En 2008, il est poursuivi pour détention de drogue et d'armes à feu, en 2017 il est par deux fois arrêté pour des motifs divers, s'il n'a pas été incarcéré, il a été mis en liberté surveillée, sa période de probation de 11 ans vient de finir.

## Discographie

### Albums studio
- 2012 : Dreams and Nightmares
- 2015 : Dreams Worth More Than Money
- 2017 : Wins & Losses
- 2018 :  Championships
- 2021 : Expensive Pain

### Albums collaboratifs
- 2011 : Self Made vol. 1 (avec Maybach Music Group)
- 2012 : Self Made vol. 2 (avec Maybach Music Group)
- 2013 : Self Made vol. 3 (avec Maybach Music Group)
- 2023 : Too Good to Be True (avec Rick Ross)

### EPs
- 2016 : 4/4
- 2016 : 4/4 Part. 2
- 2017 : Meekend Music
- 2017 : Meekend Music 2
- 2018 : Legends of the Summer
- 2020 : Quarantine Pack

### Mixtapes
- 2007 : The Real Me
- 2008 : The Real Me 2 (avec DJ Difference)
- 2008 : Flamers (avec DJ Difference)
- 2009 : Flamers 2: Hottest in the City (avec DJ Difference)
- 2009 : Flamers 2.5: The Preview (avec DJ Cosmic Kev)
- 2010 : Flamers 3: The Wait Is Over (avec DJ Drama)
- 2010 : Mr. Philadelphia (avec DJ Ill Will & DJ Rockstar)
- 2011 : Dreamchasers (avec DJ Drama)
- 2012 : Dreamchasers 2 (avec DJ Drama)
- 2013 : Dreamchasers 3 (avec DJ Drama)
- 2016 : Dreamchasers 4 (avec DJ Drama)
- 2022 : Flamers 5

### Singles
- 2011 : Tupac Back avec Rick Ross – Self Made vol. 1
- 2011 : Ima Boss avec Rick Ross – Self Made vol. 1
- 2011 : House Party avec Young Chris – Dreamchaser
- 2011 : Ima Boss (Remix) avec T.I., Rick Ross, Lil Wayne & Birdman
- 2011 : Work avec Rick Ross
- 2012 : Amen avec Drake – Dreams and Nightmares
- 2012 : Burn avec Big Sean – Dreams and Nightmares
- 2012 : Young and Gettin' It avec Kirko Bangz – Dreams and Nightmares
- 2012 : Believe It avec Rick Ross – Dreams and Nightmares
- 2012 : Same Dream avec Ace Hood
- 2013 : Levels - Self Made vol. 3
- 2013 :pay me avec  sadek
- 2014 : Off the Corner avec Rick Ross
- 2014 : I Don't Know avec Paloma Ford
- 2015 : Monster
- 2015 : Check – Dreams Worth More Than Money
- 2015 : All Eyes On You avec Nicki Minaj & Chris Brown – Dreams Worth More Than Money
- 2015 : R.I.C.O. avec Drake – Dreams Worth More Than Money
- 2016 : The Difference avec Quavo - Dreamchasers 4
- 2016 : Blues Notes - Dreamchasers 4
- 2016 : Shine - Dreamchasers 4
- 2017 : Litty avec Tory Lanez - Dreamchasers 4
- 2017 : Glow Up - Wins and Losses
- 2017 : Whatever You Need avec Chris Brown & Ty Dolla $ign - Wins and Losses
- 2017 : Young Black America avec The-Dream - Wins and Losses
- 2017 : Issues - Wins and Losses
- 2018 : Stay Woke avec Miguel - Legends of the Summer
- 2019:Paname to L.A avec babinho